# Cantó de Saint-Calais
El cantó de Saint-Calais és un cantó francès del departament de Sarthe, situat al districte de Mamers. Té 14 municipis i el cap es Saint-Calais.

## Municipis
- Bessé-sur-Braye
- Cogners
- Conflans-sur-Anille
- Écorpain
- Évaillé
- La Chapelle-Huon
- Marolles-lès-Saint-Calais
- Montaillé
- Rahay
- Saint-Calais
- Sainte-Cérotte
- Saint-Gervais-de-Vic
- Sainte-Osmane
- Vancé

## Història
| Data d'elecció                           | Identitat             | Partit                      | Qualitat |
| ---------------------------------------- | --------------------- | --------------------------- | -------- |
| 1945-1985                                | Fernand Poignant      | SFIO, després divers gauche |          |
| 1985-1998                                | Jean Mauclair         | Divers droite               |          |
| 1998-                                    | Michel Letellier-Canu | Divers gauche               |          |
| les dades anteriors no són pas conegudes |                       |                             |          |
|                                          |                       |                             |          |

## Demografia
| A partir de 1990: Població sense dobles comptes |